# Після падіння
«Після падіння» (англ. After We Fell) — американський мелодраматичний фільм Кастілл Лендон, знятий за романом Анни Тодд «Після падіння». Частина франшизи «Після», продовження фільму «Після сварки». У головних ролях, як і раніше, Джозефін Ленґфорд і Гіро Файнс-Тіффін.
Фільм вийшов в прокат 2 вересня 2021 року.

## Сюжет
Як тільки Тесса приймає найважливіше рішення у своєму житті, все раптом змінюється. Несподівано відкрилися таємниці про її близьких і сім'ю Гардіна які ставлять під сумнів все, що вони обидва знали раніше. Невже їх спільне щасливе майбутнє під загрозою?

## У ролях
- Гіро Файнс-Тіффін — Гардін Скотт
- Джозефін Ленґфорд — Тесса Янг
- Арієль Кеббел — Кімберлі
- Міра Сорвіно — Керол Янг
- Стівен Моєр — Крістіан Венс
- Луїза Ломбард — Тріш Деніелс
- Ченс Пердомо — Лендон
- Роб Естес — Кен Скотт
- Картер Дженкінс — Робер
- Кіана Мадейра — Нора
- Френсіс Тернер — Карен

## Виробництво
На початку вересня 2020 року Джозефін Ленґфорд і Гіро Файнс-Тіффін оголосили про те, що у виробництво запущені третя і четверта частини франшизи.
У жовтні в ЗМІ з'явилася інформація про те, що до основного акторського складу третього і четвертого фільмів приєднаються Стівен Моєр і володарка премії «Оскар» Міра Сорвіно. Стало відомо, що ролі у франшизі отримали Чанс Пердомо і Арієль Кеббел, а також Френсіс Тернер і Кіана Мадейра. Режисером третього і четвертого фільмів стала Кастілл Лендон. Сценарій картини написала Шерон Собойл, співавтор сценарію до фільму «Після сварки».

## Маркетинг
Локалізований тизер-трейлер фільму був опублікований в Інтернеті 15 лютого 2021 року.